# Poemas do si e do non
Poemas do si e non escrito en 1933  por Álvaro Cunqueiro, pertenece a la vanguardia del surrealismo. Es uno de sus primeros libros, se trata de una falsa historia de amor. Cuenta con ilustraciones de Luis Seoane López y contiene versos surrealistas. Cunqueiro admite influencias de Paul Éluard y de  Apollinaire. Se trata de una interpretación muy personal sobre las ideas y la influencia de los sueños pero sin el dramatismo propio de los textos surrealistas.
- Datos: Q6081393